# Rodolfo Torres Ruiz
Rodolfo Torres Ruiz (* 5. Mai 1929 in Mexiko-Stadt) ist ein ehemaliger mexikanischer Fußballspieler auf der Position eines Verteidigers.

## Laufbahn
Der Chilango begann seine Laufbahn beim damals noch in der Hauptstadt beheimateten Club Marte, bei dem er von 1946 bis 1948 unter Vertrag stand. Anschließend wechselte Torres zum Puebla FC, mit dem er in der Saison 1952/53 den mexikanischen Pokalwettbewerb gewann. Torres spielte bis 1955 für die Camoteros und wechselte dann zum CD Irapuato, bei dem er bis 1957 unter Vertrag stand.

## Erfolge
- Mexikanischer Pokalsieger: 1953